# شورای ملی پژوهش ایالات متحده آمریکا
آکادمی های ملی علوم، مهندسی و پزشکی (به انگلیسی: National Academies of Sciences, Engineering, and Medicine)، سازمانی علمی مستقر در ایالات متحده آمریکا و بازوی کاری در آکادمی ملی علوم است. بر خلاف دیگر سازمان‌های مربوط به آکادمی ملی علوم، این شورا عضو سازمانی آکادمی نیست.